# Sapekhburto K'lubi Sioni Bolnisi
Il Sapekhburto K'lubi Sioni Bolnisi (in georgiano საფეხბურთო კლუბი სიონი ბოლნისი?), meglio nota come Sioni Bolnisi è una società calcistica georgiana con sede nella città di Bolnisi. Milita nella Erovnuli Liga 2, la seconda divisione del campionato georgiano di calcio. Nella sua storia ha vinto un'edizione della Umaglesi Liga nella stagione 2005-2006.

## Storia
Il club venne fondato nel 1936. Dopo aver trascorso molti anni nelle serie inferiori del campionato georgiano di calcio, nel 1995 vinse il suo girone di Pirveli Liga e venne promosso in Umaglesi Liga. Nella stagione 1995-1996 esordì nella Umaglesi Liga e concludendo al nono posto il suo primo campionato. Nella stagione 2003-2004 il Sioni Bolnisi e il WIT Georgia arrivarono prime a pari merito al termine della seconda fase del campionato. Lo spareggio venne vinto dal WIT per 2-0, ma la partita fu caratterizzata da violenti scontri tra le opposte tifoserie e in campo l'arbitro venne aggredito dal secondo allenatore del Sioni Bolnisi. Gli episodi di violenza sugli spalti indussero la federazione georgiana e la UEFA ad escludere il Sioni dalla Coppa UEFA per l'edizione 2004-2005, a comminargli una multa pecuniaria, la disputa di dieci partite casalinghe a porte chiuse e ad una serie di squalifiche dei calciatori. Nella stagione 2005-2006 il Sioni Bolnisi vinse il campionato per la prima volta distanziando di cinque punti lo stesso WIT Georgia. Grazie a questo successo partecipò alla UEFA Champions League per l'edizione 2006-2007, dalla quale venne eliminata al secondo turno preliminare. Al termine della stagione 2013-2014 concluse al terzo posto, guadagnando l'accesso alla UEFA Europa League per l'edizione 2014-2015, senza riuscire andare oltre il primo turno preliminare. Nel 2016 nella stagione di transizione della Umaglesi Liga perse lo spareggio salvezza e venne retrocesso in Pirveli Liga per la prima volta.

## Palmarès

### Competizioni nazionali
- Campionato georgiano: 1

2005-2006
- Erovnuli Liga 2: 1

2020

### Altri piazzamenti
- Campionato georgiano:

Secondo posto: 2003-2004
Terzo posto: 2013-2014
- Coppa di Georgia:

Finalista: 2002-2003, 2015-2016
Semifinalista: 2005-2006, 2006-2007, 2012-2013
- Supercoppa di Georgia:

Finalista: 2006
- Erovnuli Liga 2:

Terzo posto: 2017, 2024

## Statistiche

### Partecipazione alle competizioni UEFA
| Stagione  | Torneo                | Turno                     | Club              | Andata | Ritorno | Totale    |
| --------- | --------------------- | ------------------------- | ----------------- | ------ | ------- | --------- |
| 2003-2004 | Coppa UEFA            | Turno preliminare         | Matador Púchov    | 0-3    | 0-3     | 0-6       |
| 2006-2007 | UEFA Champions League | Primo turno preliminare   | Baku              | 2-0    | 0-1     | 2-1       |
| 2006-2007 | UEFA Champions League | Secondo turno preliminare | Levski Sofia      | 0-2    | 0-2     | 0-4       |
| 2014-2015 | UEFA Europa League    | Primo turno preliminare   | Flamurtari Valona | 2-3    | 2-1     | 4-4 (gfc) |

## Organico

### Rosa 2020
Aggiornata al 9 gennaio 2020.
| N. |                    | Ruolo | Calciatore             |
| -- | ------------------ | ----- | ---------------------- |
| 2  | Georgia (bandiera) | D     | Roman Chachua          |
| 3  | Georgia (bandiera) | D     | Gulverd Tomashvili     |
| 4  | Georgia (bandiera) | D     | Lasha Ugrekhelidze     |
| 5  | Georgia (bandiera) | D     | Archil Tvildiani       |
| 7  | Georgia (bandiera) | C     | Tornike Tarkhnishvili  |
| 8  | Georgia (bandiera) | C     | Levan Khmaladze        |
| 9  | Georgia (bandiera) | A     | Sandro Shinjikashvili  |
| 10 | Georgia (bandiera) | A     | Jaba Ugulava           |
| 11 | Georgia (bandiera) | A     | Kakha Kakhabrishvili   |
| 12 | Georgia (bandiera) | P     | Levan Isiani           |
| 14 | Georgia (bandiera) | D     | Aleksandre Saganelidze |
| 17 | Georgia (bandiera) | D     | Givi Khetsuriani       |

| N. |                    | Ruolo | Calciatore              |
| -- | ------------------ | ----- | ----------------------- |
| 18 | Georgia (bandiera) | A     | Dimit'ri T'at'anashvili |
| 20 | Georgia (bandiera) | C     | David Targamadze        |
| 21 | Georgia (bandiera) | C     | Giorgi Khvadagiani      |
| 23 | Georgia (bandiera) | C     | Rati Tsatskrialashvili  |
| 25 | Georgia (bandiera) | D     | Zurab Japiashvili       |
| 26 | Georgia (bandiera) | D     | Nikoloz Apakidze        |
| 27 | Georgia (bandiera) | D     | Anzor Sukhiashvili      |
| 30 | Georgia (bandiera) | P     | Oto Goshadze            |
| 31 | Georgia (bandiera) | C     | Giorgi Ivanishvili      |
| 33 | Georgia (bandiera) | P     | Tornike Ortoidze        |
|    | Georgia (bandiera) | A     | Lasha Managadze         |
|    | Georgia (bandiera) | C     | Ilia Sabiashvili        |